# Ruralna cjelina Podaca
Ruralna cjelina Podaca (Gornja Podaca ili Selo), povijesno je središte u sklopu naselja Podacâ, u Općini Gradac, na krajnjem jugu Splitsko-dalmatinske županije.

## Povijest
Podaca se nalaze na padinama Biokova u gornjem Makarskom primorju na mjestu pogodnom za zaštitu. Na strmim liticama s jugoistočne strane sela je kula iz 17. st. Glavno sastajalište mještana je "Štrada", trg u sredini sela pored crkve. Kuće su građene na malim kućištima, zbijene jedna uz drugu. Postavljene su u pravcu istok - zapad, građene od priklesanog kamena vezanog vapnom, s dvoslivnim krovištima pokrivenim kamenom pločom, crijepom ili kupom kanalicom. Na južnim pročeljima su balature ispod kojih je ulaz u konobu na polukružni luk. U selu je Crkva sv. Ivana Krstitelja iz 12. – 13. stoljeća te barokna župna crkva sv. Stjepana iz 18. stoljeća. U Podacima su nađeni arheološki nalazi iz mlađeg kamenog, ilirskog, rimskog i starohrvatskog doba.

## Zaštita
Pod oznakom Z-5175 zavedena je kao nepokretno kulturno dobro - pravnog statusa zaštićena kulturnog dobra, klasificirano kao vrsta: kulturnopovijesna cjelina, kasifikacije: ruralna cjelina.